# Laetesia olvidada
Laetesia olvidada är en spindelart som beskrevs av A. David Blest och Vink 2003. Laetesia olvidada ingår i släktet Laetesia och familjen täckvävarspindlar. Inga underarter finns listade i Catalogue of Life.